# John Kunkel Small
John Kunkel Small (31 de enero de 1869, Harrisburg, Pensilvania -20 de enero de 1938, Manhattan) fue un botánico y taxónomo estadounidense, especializado en flora de Estados Unidos, especialmente de Florida.
Fue primer Curador del Museo del Jardín Botánico de Nueva York, desde 1898 a 1906, cuando es designado Director, hasta su retiro en 1934.
Su más importante trabajo fue Flora del sudeste de Estados Unidos (1903, Nueva York), que formó parte de su doctorado. Y fue un conservacionista pionero, lo prueba su From Eden to Sahara: Florida's Tragedy,que fomentó la creación del "Parque nacional Everglades".
De 1927 a 1931, trabaja con Thomas Alva Edison investigando la producción de goma de vegetales, realizando trabajo de campo en Florida e hibridaciones en los Laboratorios del Jardín Botánico de Nueva York.

## Algunas publicaciones
- 1896. Oenothera and Its Segregates. Bull. of the Torrey Bot. Club 23 (5): 194 p. 1896.

- Flora of Pennsylvania. Ed. John Kunkel Small, publicó Ginn, 362 p. 1903. Reimpreso, estampa grande, publicó BiblioBazaar, 382 p. 2009 ISBN 1115757806, ISBN 9781115757805

- Flora of the Southeastern United States 1903, 1913, 1933

- Flora of Miami 1913. Reeditado ilustrado, reimpreso de Scholar's Choice, 222 p. 2015 ISBN 1298133319, ISBN 9781298133311

- Flora of Lancaster County 1913

- Florida Trees: A Handbook of the Native and Naturalized Trees of Florida. Henry Ford Estate collection, 107 p. 1913. Reimpreso de BiblioBazaar, 122 p. 2009 ISBN 1113722290, ISBN 9781113722294

- Flora of the Florida Keys 1913

- Shrubs of Florida 1913

- Ferns of Tropical Florida 1918

- Ferns of Royal Palm Hammock 1918

- Cape Sable Region of Florida, 27 p. 1919

- In Quest of Lost Cacti. Publicó New Era Printing Co. 17 p. 1920

- From Eden to Sahara: Florida's Tragedy, 1929

- Manual of Southeastern Flora 1932

- Ferns of Vicinity of New York 1935

- Ferns of the Southeastern states. 1932. Reeditado, ed. ilustrada de Hafner Pub. Co. 517 p. 1964

- La abreviatura «Small» se emplea para indicar a John Kunkel Small como autoridad en la descripción y clasificación científica de los vegetales.[1]